# Stadion Młodych Pionierów
Stadion Młodych Pionierów (ros. Стадион Юных пионеров) – dawny stadion sportowy w Moskwie.

## Historia
- Przed powstaniem Stadionu Młodych Pionierów w tym miejscu znajdowały się Stadion im. M. Tomskiego i DSO „Piszczewik”
- Podczas Igrzysk Olimpijskich w 1980 roku odbywały się tu mecze hokeja na trawie.
- W 2016 roku stadion wyburzono.